# Lekchog
Lekchog ou Legqog (tibétain : ལེགས་མཆོག, Wylie : legs mchog, pinyin tibétain : Legqog ; chinois : 列确 ; pinyin : lièquè), né en octobre 1944, est un homme politique tibétain à la retraite.

## Biographie
Lekchog est né dans le comté de Gyangzê dans le sud du Tibet central en octobre 1944. Il est issu d'une famille de serfs. Il adhère au parti communiste chinois en 1972 pendant la révolution culturelle.
Il est président du gouvernement de la région autonome du Tibet de 1998 à 2003, date à laquelle il est remplacé par Qiangba Puncog (Jampa Phuntsok). Le journaliste d'agence Christopher Bodeen le qualifie de « gouverneur du Tibet nommé par les Chinois ».
De 2003 à 2010, il est président de l'assemblée populaire régionale et du comité permanent de l'assemblée populaire régionale.
En 2010, Qiangba Puncog laisse son poste de chef du gouvernement pour remplacer Lekchog à la présidence du comité permanent. Parallèlement, le nouveau chef du gouvernement Padma Choling remplace Lekchog à la présidence de l'assemblée populaire régionale, ainsi qu'au poste de secrétaire adjoint du comité régional du parti communiste chinois pour le Tibet.
Le 10 janvier 2010, à l'âge de 66 ans, rapporte l'agence Chine nouvelle, l'ancien dirigeant parlementaire est atteint par la limite d'âge.